# Vänga mosse
Vänga mosse är ett naturreservat i Borås kommun i Västra Götalands län.
Reservatet är ett kommunalt naturreservat 20 km norr om Borås vid byn Vänga. Det är en 238 hektar stor högmosse som är skyddad sedan 2010.  
Det är egentligen två mossar med Säveån slingrande i mitten. Längs ån växer klibbal, vårtbjörk och tall. Området har ett rikt fågelliv med ljungpipare, enkelbeckasin, orre, tranor, häger, bivråk, sparvuggla, berguv och kungsörn. 
Ute på mossen växer olika starrarter, blåbär, lingon, pors, sileshår, klockljung och hjortron. 
Dammen vid Vänga kvarn medför att vattenståndet i mossen kan hållas konstant.